# Петерсберг (Тюрингия)
Петерсберг (нем. Petersberg) — община в Германии, в земле Тюрингия.
Входит в состав района Заале-Хольцланд. Подчиняется управлению Айзенберг (Тюринген). Население составляет 283 человека (на 31 декабря 2010 года). Занимает площадь 8,38 км².